# 삼성 갤럭시 노트10

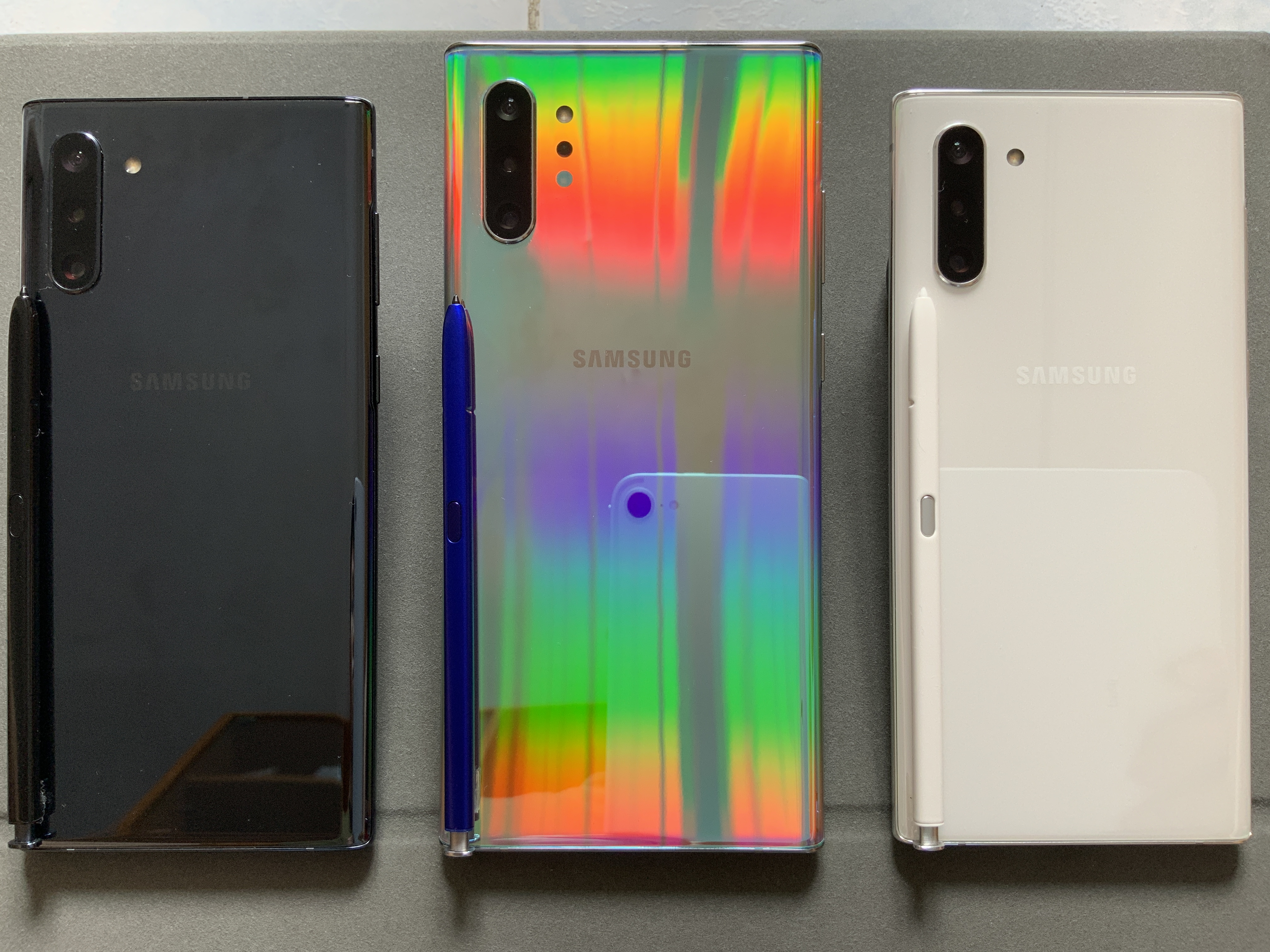
노트10(좌,우)와 노트10+(중간)의 후면 디자인

삼성 갤럭시 노트10 5G (Samsung Galaxy Note 10 5G)과 삼성 갤럭시 노트10+ 5G(Samsung Galaxy Note 10+ 5G)는 2019년 8월 7일 공개된 삼성전자의 안드로이드 기반 스마트폰이며, 삼성 갤럭시 노트9의 후속 제품이다.
출시하기까지 수개월 간 이 휴대폰에 관한 상세 정보가 다수 유출되었다.

## 갤럭시 노트10
갤럭시 노트10은 6.3인치 동적 AMOLED 디스플레이(2280 x 1080 화소 해상도)를 갖추고 있다. RAM은 12GB, 스토리지는 256 GB, 배터리는 3,500 mAh이다. 에어 제스처를 지원하는 새로 설계된 S 펜을 갖추고 있어서 스타일러스를 가지고 사용자가 노트9보다 더 많은 부분을 원격으로 제어할 수 있다. 3.5파이 이어폰 단자가 제거되었다. 출시가는 $949이다. 5G 모델도 출시하였으며 자급제 출시가격은 1,248,500원이다.

## 갤럭시 노트10+
갤럭시 노트10 플러스는 6.8인치 동적 AMOLED 디스플레이(3040 x 1440 화소의 해상도)를 갖추고 있다. RAM은 12GB, 스토리지는 256GB, 배터리는 4,300 mAh이다. 노트10처럼 에어 제스처를 지원하는 새로 설계된 S 펜을 갖추고 있다. 아직 베타 단계이지만 3D TOF 카메라를 응용한 3D 스캐닝 기능이 추가되었다. 3.5파이 이어폰 단자가 제거되었다. 출시가는 $
자급제 기준 142만원이다.

## 같이 보기
- 삼성 갤럭시 S10
- 삼성 갤럭시 폴드
- 삼성 갤럭시 노트 시리즈
- 삼성 갤럭시 노트20